# Nexus Polaris
Nexus Polaris - album grupy muzycznej The Kovenant. Wydawnictwo ukazało się w 1998 roku jako ostatnie pod nazwą Covenant. W 2002 roku została wydana reedycja płyty z dwoma dodatkowymi kompozycjami "New World Order - Clubmix" oraz "New World Order - Metalmix".

## Lista utworów
1. "The Sulphur Feast" – 4:10
2. "Bizarre Cosmic Industries" – 5:51
3. "Planetarium" – 4:02
4. "The Last of Dragons" – 6:29
5. "Bringer of the Sixth Sun" – 6:32
6. "Dragonheart" – 4:52
7. "Planetary Black Elements" – 5:49
8. "Chariots of Thunder" – 5:48
9. "New World Order (Clubmix by Matt Sinner)" – 4:26 (utwór dodatkowy)
10. "New World Order (Metalmix by Matt Sinner)" – 3:53 (utwór dodatkowy)

## Twórcy
- Nagash – śpiew, gitara basowa
- Blackheart – gitara
- Astennu – gitara
- Sverd – instrumenty klawiszowe
- Sarah Jezebel Deva – śpiew
- Hellhammer – perkusja